# Fanny Blankers-Koen
Francina Elsje (Fanny) Blankers-Koen (Lage Vuursche, 26 april 1918 – Hoofddorp, 25 januari 2004) was een Nederlandse atlete. In 1948 won ze tijdens de Olympische Spelen in Londen vier gouden medailles. Daarnaast veroverde zij op de Europese kampioenschappen van 1946 en 1950 in totaal vijfmaal goud, verdeeld over vier verschillende onderdelen. In 1999 werd zij door de internationale atletiekfederatie IAAF gekozen tot internationaal atlete van de 20e eeuw.

## Carrière

### Eerste medaille op 50 m vrije slag
Kort na Fanny's geboorte in Lage Vuursche op boerderij De Brandenburg verhuisde het gezin naar het Groningse plaatsje Klein-Ulsda, waar haar vader enkele jaren een boerderij runde. Na een faillissement keerde het gezin terug naar "het westen" en vestigde zich in Hoofddorp.
Koen was elf jaar toen zij zich aanmeldde bij de plaatselijke gymnastiekvereniging Hoofddorp. Al gauw blonk ze uit bij de gewone wekelijkse gymlessen. Vooral haar perfect uitgevoerde vogelnestjes aan de ringen werden bekend. En als 's zomers buiten atletiek werd beoefend, was Koen de snelste loopster. Ze had echter veel meer talenten, die zich vooral ook uitten in het zwembad. Haar eerste medaille haalde ze op de 50 meter vrije slag, maar ook tennis en schaatsen vond ze leuk. Haar trainers drukten haar echter op het hart om een keuze te maken.

### Nationaal record 800 meter
In 1935 meldde Koen zich aan bij de Amsterdamse damesatletiekvereniging ADA en prompt liep ze nog in datzelfde jaar haar eerste nationale record: op de 800 m. Frits de Ruijter, later zelf succesvol op de middellange afstand, zag haar lopen: 'Het was 22 september 1935, ze moet net zeventien zijn geweest en ik was juist Nederlands jeugdkampioen op de 800 meter geworden. (..) Fanny liep op die dag een 800 meter. Vooral deze afstand werd niet geschikt geacht voor vrouwen. Maar ze verbeterde meteen het Nederlandse record. Fanny liep heel krachtig, ze was buitengewoon gespierd en dat is ze ook altijd geweest. Dat bijzondere lijf is de basis voor het hele succes geweest.'

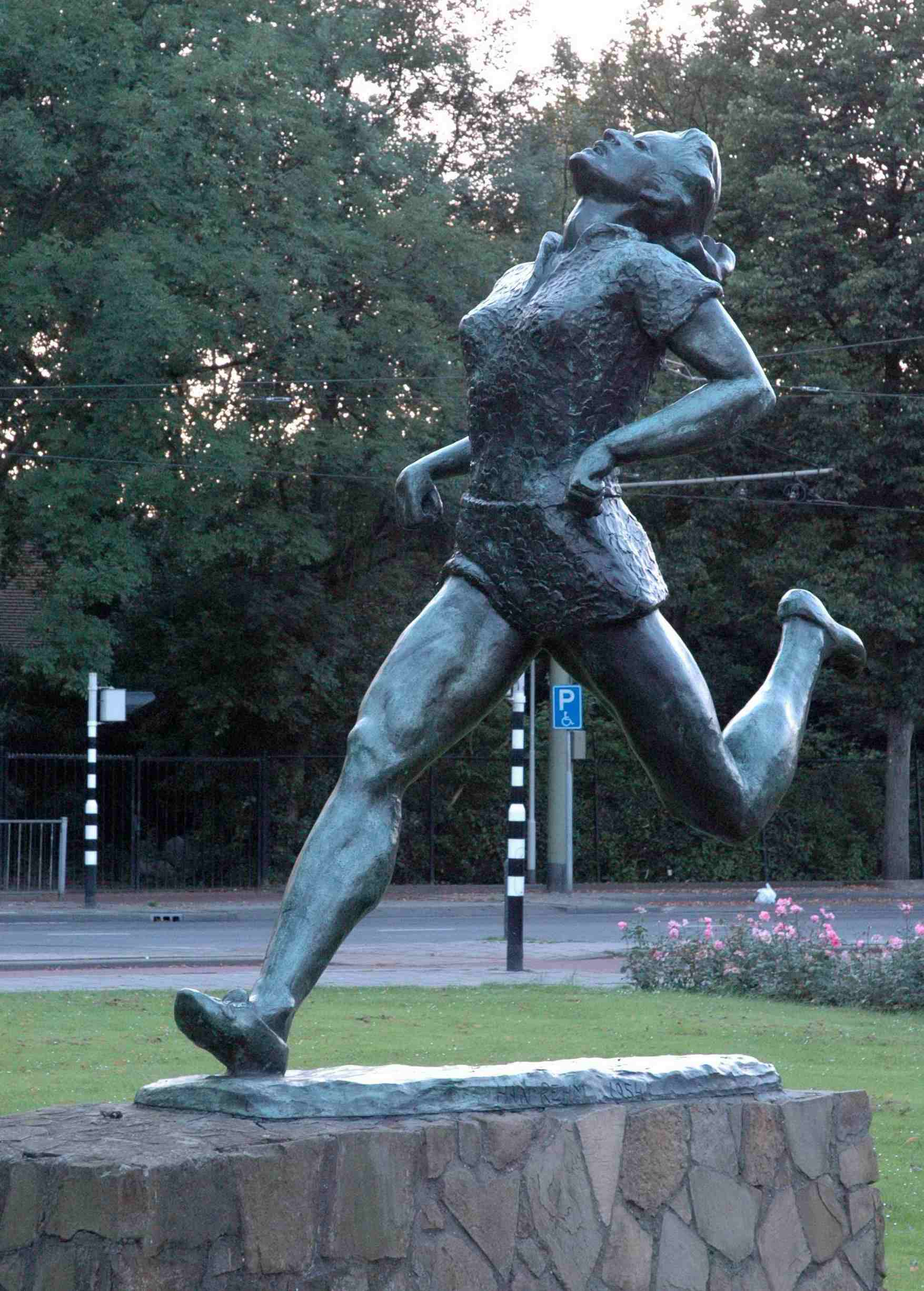
Standbeeld Fanny Blankers-Koen, Rotterdam, mei 2007

Blankers-Koen heeft later vaak verwezen naar dat eerste record dat niet op haar lijf was geschreven, want ze zou de geschiedenis ingaan als sprint- en springkampioene. 'Maar ik had longen als blaasbalgen.'

### Eerste deelname Olympische Spelen
Op achttienjarige leeftijd debuteerde Koen op de Olympische Spelen in Berlijn van 1936. Daar werd ze vijfde bij het hoogspringen en vijfde op de 4 x 100 m estafette in 48,8 s, nadat zij in de series samen met Lies Koning, Kitty ter Braake en Ali de Vries een tijd had gerealiseerd van 48,4, wat een ruime verbetering was van uit 1932 stammende nationale record van 49,4. Haar eerste internationale medailles won Koen in 1938. Op de Europese kampioenschappen in Wenen won ze brons op de 100 en 200 m.
Berlijn was voor Koen te vroeg gekomen, de Spelen van Helsinki in 1940 zouden háár spelen moeten worden. Maar de Tweede Wereldoorlog doorkruiste haar ambities. Koen trouwde dat jaar – 1940 – met haar trainer Jan Blankers en in 1941 werd zij voor het eerst moeder.

### De vliegende huisvrouw
Ondanks het ontbreken van grote wedstrijden waren de oorlogsjaren sportieve topjaren voor Blankers-Koen: ze vestigde in 1942 een wereldrecord op de 80 m horden, in 1943 op het ver- én hoogspringen en in 1944 op de 100 yd en de estafettenummers 4 x 110 yd en 4 x 200 m. Maar ook in 1944 zou er van Olympische Spelen geen sprake zijn. En toen Blankers-Koen in 1946 haar tweede kind kreeg, leek haar loopbaan voorbij. Dat vrouwen aan atletiek deden werd inmiddels geaccepteerd, maar een moeder van twee kinderen die topprestaties levert, dat leek uitgesloten.
Toch begon Blankers-Koen twee maanden later alweer te trainen en won datzelfde jaar nog vijf nationale en twee Europese titels: de bijnaam 'de vliegende huisvrouw' was geboren. In 1947 overtrof Fanny Blankers-Koen al haar persoonlijke records en geconcentreerd werkte ze toe naar de Spelen van 1948.

### Olympische dag
De Olympische Dag van 20 juni 1948 in het Amsterdams Olympisch Stadion is een bijzondere. Reeds vanaf 1933 wordt deze dag jaarlijks in juni in het stadion georganiseerd. Een vast programma van gymnastiek, atletiek, voetbal, wielrennen en paardensport trekt telkenmale een vol stadion. In 1948 zullen er echter voor het eerst sinds twaalf jaar weer Olympische Spelen worden gehouden, zes weken later al. En Blankers-Koen zal erbij zijn. Het stadion zit met zijn 63.000 bezoekers dan ook bomvol. Het vergaapt zich aan de voetbalwedstrijd van het Nederlands elftal (met o.a. Kees Rijvers) tegen een Engels amateurelftal. En bij de paardenwedstrijden doet zelfs prins Bernhard van Lippe-Biesterfeld, de echtgenoot van de Nederlandse kroonprinses Juliana, buiten mededinging mee.
Vijftien minuten voor het begin van de 80 m horden zit Blankers-Koen echter nog op de tribune. Zij vindt de speedwaybaan van het Olympisch Stadion met zijn verborgen zachte plekken te gevaarlijk. Eén misstap en het werk van twee jaar zal vergeefs geweest zijn. De organisatie voelt echter de wens van het publiek en zet Jan Blankers onder druk. Met gemengde gevoelens zegt die op het laatste moment toe. De stadionspeaker kondigt haar optreden reeds aan, maar Blankers-Koen is woedend en vertrekt op haar gympen naar het bijterrein voor een warming-up van een minuut of vijf. Pas vlak voor de start, haar tegenstandsters staan al te wachten, trekt zij haar spikes aan. Uitlopen die race en meteen omkleden, zijn haar enige gedachten en wég is ze op het moment dat het startschot klinkt. Als in een roes neemt ze de eerste horden en raakt in een voortreffelijk ritme, dat direct door het publiek wordt opgepakt. Zonder het te beseffen finisht ze met straatlengten voorsprong op de rest van het veld. Ze zit alweer mokkend in de kleedkamer als de winnende tijd wordt omgeroepen: een wereldrecord in 11 seconden rond, een verbetering van haar eigen record met drie tiende van een seconde. Het publiek staat op de banken, maar Blankers-Koen laat zich niet meer zien. Het ontlokt de verslaggever van het weekblad Sportief de opmerking: 'Waarom zetten ze eigenlijk horden neer, als Mevrouw F.E. Blankers-Koen de tachtig meter loopt? Zij kijkt die dingen tóch met geen oog aan...'
Blankers-Koen weet haar grootse vorm in de weken daarna vast te houden.

### Olympische Spelen Londen 1948
Op de eerste Olympische Spelen na de Tweede Wereldoorlog won Blankers-Koen goud op de 100 m, de 200 m, de 80 m horden en de 4 x 100 m estafette. De andere loopsters van de estafetteploeg waren Gerda van der Kade-Koudijs, Xenia Stad-de Jong en Nettie Witziers-Timmer.

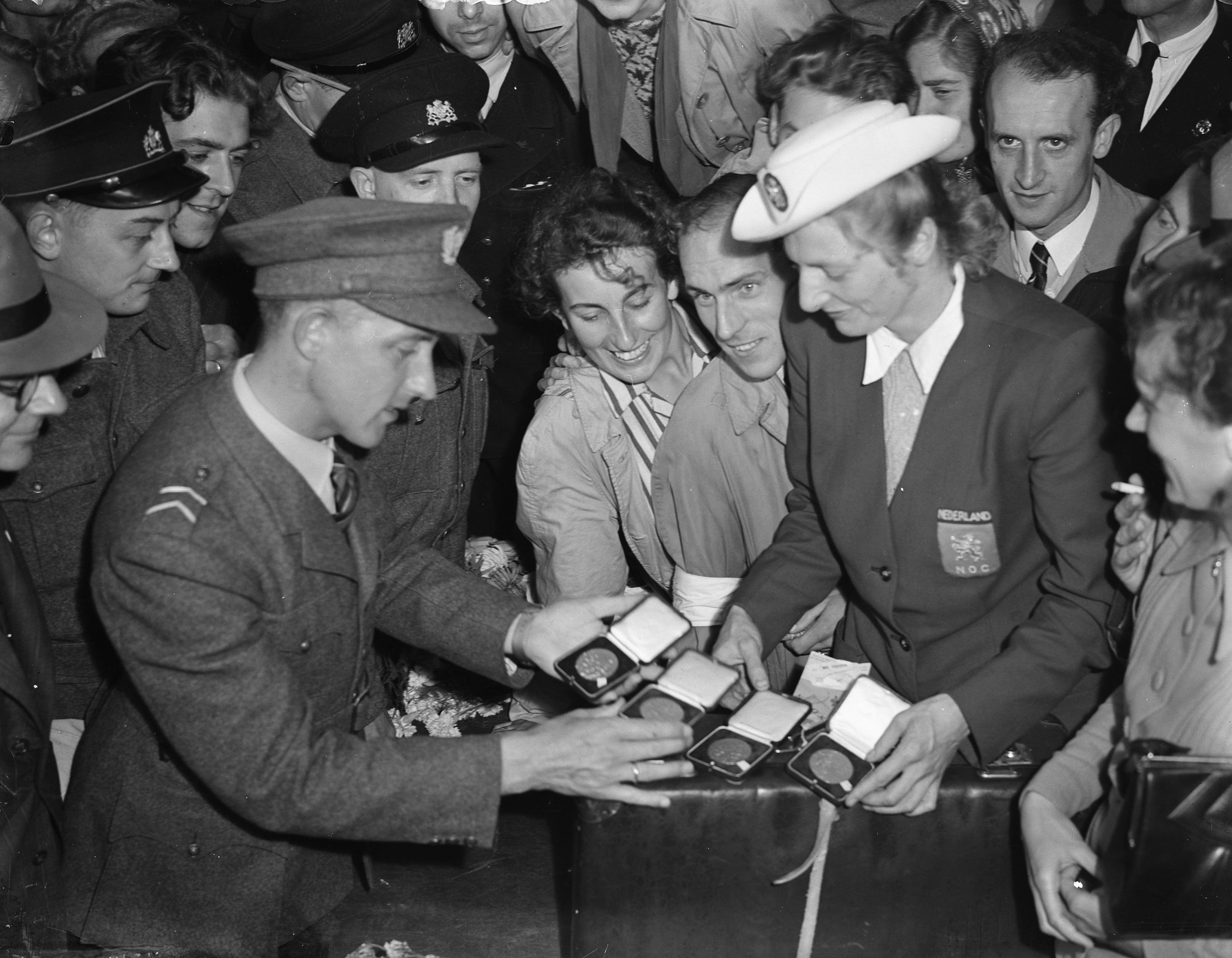
Fanny Blankers-Koen met de gouden medailles bij haar terugkomst in Nederland.

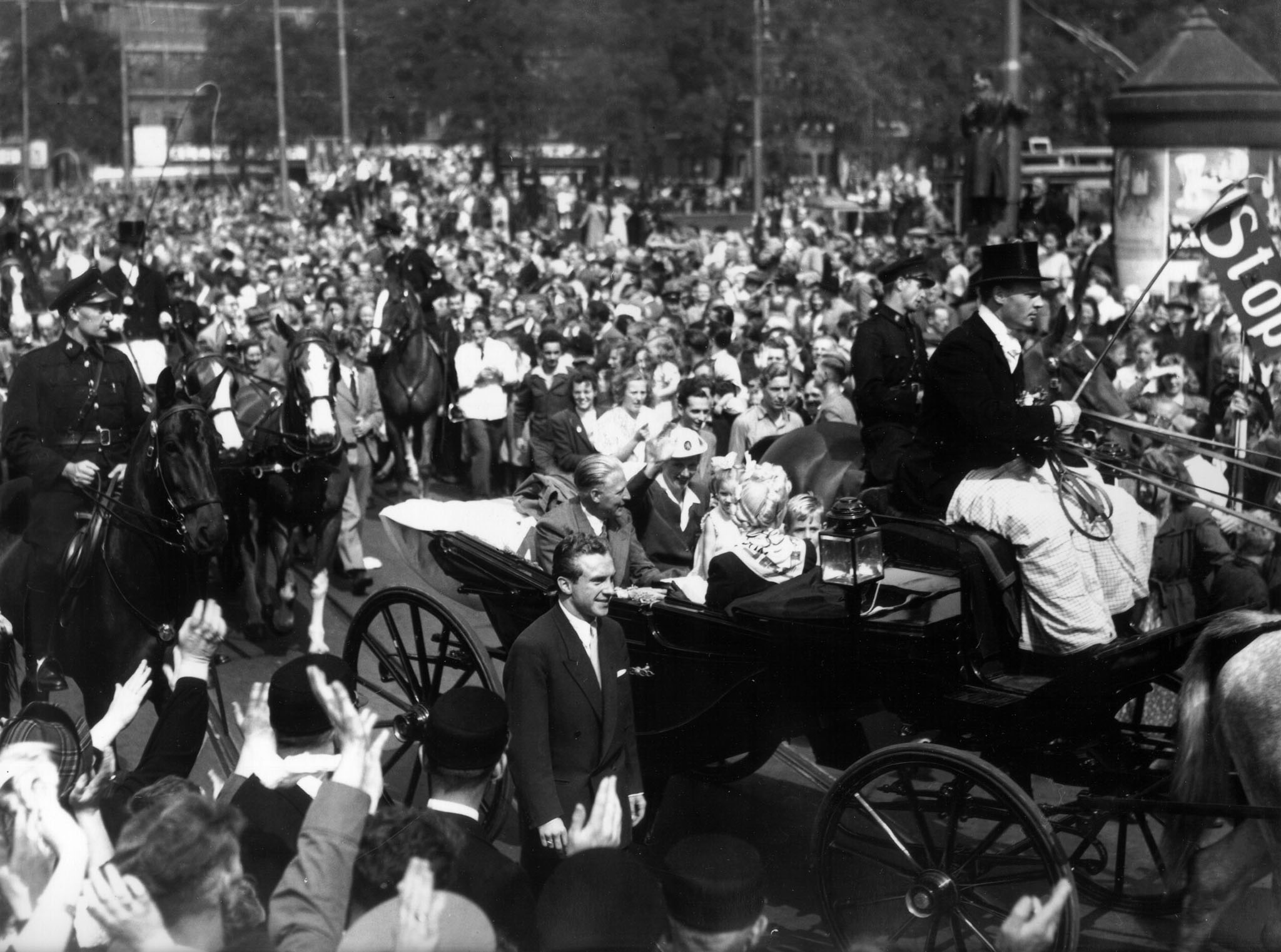
Beeld van de zegetocht met de landauer door Amsterdam.

Het toernooi werd verlopen onder zware omstandigheden; de finale van de 200 m werd bijvoorbeeld gelopen in de stromende regen. Het radioverslag van Peter Knegjens leidde in de Nederlandse huiskamers, drie jaar na de bevrijding en middenin de wederopbouw, tot groot enthousiasme.
Doordat het wedstrijdprogramma ongunstig uitviel, kon Blankers-Koen niet meedoen aan het nummer verspringen, waarin ze de grote favoriete zou zijn geweest. Volgens sommigen had Blankers-Koen ook de gouden medaille op het hoogspringen en de vijfkamp kunnen winnen als ze meegedaan had, maar zelf zei ze dat ze daarvoor nooit de kracht zou hebben gehad.

### Zegetocht
Bij terugkomst in Nederland wachtte Blankers-Koen op 10 augustus, zeer tot haar verrassing, in haar woonplaats Amsterdam een groots onthaal. Volgens het verslag van deze intocht in de Volkskrant, overgenomen door De Athletiekwereld, het blad van de K.N.A.U., sloeg haar zegetocht die welke Eisenhower, Montgomery, Churchill en Sinterklaas indertijd ten deel waren gevallen, met stukken.” Bij het Centraal Station zag het, ver voor de aankomst van Fanny Blankers-Koen, al zwart van de mensen. Eenmaal gearriveerd stapte zij, onder luid gejuich van de talrijke wachtenden, in een landauer, getrokken door een vierspan en met palfreniers op de bok, die haar via de Damstraat naar het stadhuis brachten. Hier werd haar door het gemeentebestuur een exemplaar van het officiële gedenkboek van H.M. Koningin Wilhelmina overhandigd, waarin men een speciale opdracht had laten kalligraferen. Terwijl intussen het stadsverkeer lam was komen te liggen, werd de tocht, omringd door duizenden juichende mensen, vervolgens voortgezet via Damstraat, Rokin, Vijzelstraat, Weteringschans, Leidseplein, Overtoom en Surinameplein tot in de Haarlemmermeerstraat, waar het gezin Blankers woonde en die voor de gelegenheid met vlaggen en bloemen was versierd. Hier wachtte opnieuw een duizendkoppige menigte Fanny Blankers-Koen op, werd er een speciaal voor de gelegenheid gecomponeerd lied voor haar gezongen en kreeg zij van haar buurtgenoten, als blijk van erkenning, een degelijke fiets aangeboden, omdat ze 'nu lang genoeg gelopen had'. Een beduusde Fanny Blankers-Koen: "Ik dacht dat ik in een rustige straat woonde!" Met de hele familie Blankers op het balkon van hun woning eindigde deze glorieuze dag.
Ten tijde van de Olympische Spelen in Londen was Blankers-Koen al 30 jaar oud en moeder van twee kinderen. Haar prestaties leverden haar de bijnamen De Vliegende Huisvrouw en The Flying Dutchmam op. Zo vlak na de oorlog was Blankers-Koen voor velen een symbool van de wederopbouw geworden.

### De voor- en nadelen van roem
De prestaties die Fanny Blankers-Koen op de Olympische Spelen van 1948 in Londen leverde, hadden echter een veel weidsere impact dan de euforie die in Nederland was ontstaan, of de creatie van enkele bijnamen. Ze hadden haar op een voetstuk geplaatst. De wereld had haar uitgeroepen tot ambassadrice van volwaardige sport voor vrouwen, meisjes en moeders. Naast de vele duizenden brieven en telegrammen met gelukwensen of uitingen van bewondering en vragen om gesigneerde foto’s, trainingsadviezen en uitnodigingen om heerlijk te komen uitrusten, soms met opgave van de trein waarmee zij, met of zonder echtgenoot en kinderen, zonder tegenbericht werd verwacht, schreven vrouwen uit alle delen van de wereld haar brieven, waarin haar over de meest uiteenlopende vrouwen- en/of huishoudelijke zaken om raad werd gevraagd. In zijn samen met sportjournalist Aad van Leeuwen geschreven boek 'Fanny. De geschiedenis van 4 gouden medailles' zegt Jan Blankers daarover: "Uit vele van die brieven en uitnodigingen sprak een grote hartelijkheid, waarvoor Fanny natuurlijk dankbaar was en is. Maar het moet hier toch even gezegd worden, dat het voldoen aan de talloze uitnodigingen, die haar na haar terugkeer uit Londen bereikten, niet alleen om redenen van tijd een onmogelijkheid was, maar ook een te zware lichamelijke en geestelijke belasting zou hebben betekend. De sportman of sportvrouw, die na een ingespannen, geconcentreerd volbrachte voorbereiding het doel heeft bereikt, behoeft in de eerste plaats rust."
Het waren echter niet alleen individuele bewonderaars die Fanny Blankers-Koen brieven schreven. Ze ontving ook talloze uitnodigingen om deel te nemen aan atletiekwedstrijden in en buiten Nederland, tot aan Zuid-Afrika, Australië, Verenigde Staten, Bermuda en Tunis aan toe. "Begrijpelijk en logisch", vond Jan Blankers. Minder logisch vond hij de uitnodigingen om het startschot te komen lossen voor een wielerronde, eerste stenen te komen leggen, tentoonstellingen te komen openen, te verschijnen op feestavonden die met sport hoegenaamd niets van doen hadden. Die uitnodigingen werden alle afgewezen. Ze toonden echter wel een van de nare en gevaarlijke kanten van de roem, vond Blankers.
En wat te denken van een suikerwerkfabriek die zonder toestemming en voorkennis aan een van haar producten Fanny’s naam verbond, bedrijven en bedrijfjes die het plotseling nodig vonden om Fanny’s naam als 'blikvanger' in advertenties en andere publiciteitsmiddelen te gebruiken, zo in de trant van: Fanny Blankers-Koen, de snelste vrouw ter wereld, gaat chic gekleed, en als u ook japonnen met een goede coupe wilt dragen, laat die dan bij ons maken. Of: Fanny Blankers-Koen loopt een wereldrecord, maar onze accordeons zijn toch het best en het voordeligst! Een warenhuis bestond het zelfs om haar, nog voordat de Spelen in Londen waren afgelopen, een betrekking als leidster van de afdeling sportartikelen aan te bieden. Blankers: "Was dat misschien bedoeld om de concentratie te stimuleren? Om misverstand te voorkomen: het was géén warenhuis in Nederland."

### Olympische Spelen Helsinki 1952
In 1952 deed Blankers-Koen nog mee aan de Olympische Spelen in Helsinki, maar door blessures moest ze op de 200 m opgeven in de halve finales en moest ze ook in de finale van de 80 m horden opgeven. Tot 1955 deed ze nog aan wedstrijdsport. In totaal behaalde zij 58 nationale titels, 5 Europese titels en vestigde ze 21 wereldrecords.
In 2012 werd ze opgenomen in de IAAF Hall of Fame.

## Kampioenschappen

### Internationale kampioenschappen
| Onderdeel   | Titel               | Jaar       |
| ----------- | ------------------- | ---------- |
| 100 m       | Olympisch kampioene | 1948       |
| 100 m       | Europees kampioene  | 1950       |
| 200 m       | Olympisch kampioene | 1948       |
| 200 m       | Europees kampioene  | 1950       |
| 80 m horden | Olympisch kampioene | 1948       |
| 80 m horden | Europees kampioene  | 1946, 1950 |
| 4 x 100 m   | Olympisch kampioene | 1948       |
| 4 x 100 m   | Europees kampioene  | 1946       |

### Nederlandse kampioenschappen
| Onderdeel    | Jaar                                                                         |
| ------------ | ---------------------------------------------------------------------------- |
| 100 m        | 1937, 1938, 1939, 1940, 1942, 1943, 1944, 1946, 1947, 1948, 1949, 1951, 1952 |
| 200 m        | 1936, 1937, 1938, 1939, 1940, 1944, 1946, 1947, 1948, 1950, 1951, 1952       |
| 80 m horden  | 1940, 1944, 1946, 1947, 1948, 1949, 1950, 1951, 1952, 1953, 1954             |
| hoogspringen | 1936, 1937, 1939, 1940, 1946, 1947, 1948, 1949, 1950, 1951                   |
| verspringen  | 1939, 1940, 1942, 1944, 1946, 1947, 1948, 1950, 1951                         |
| kogelstoten  | 1947, 1955                                                                   |
| vijfkamp     | 1937                                                                         |

## Records

### Persoonlijke records
| Onderdeel    | Prestatie | Plaats record | Datum                | Extra                     |
| ------------ | --------- | ------------- | -------------------- | ------------------------- |
| 100 yd       | 10,6 s    | Wassenaar     | 5 juli 1952          | NR 1952-1977              |
| 100 m        | 11,5 s    | Amsterdam     | 16 juni 1948         | WR 1948-1952 NR 1948-1969 |
| 200 m        | 23,9 s    | Antwerpen     | 22 september 1952    | NR 1952-1967              |
| 220 yd       | 24,2 s    | Brescia       | 29 juni 1950         | WR 1950-1954              |
| 800 m        | 2.29,0 s  | Amsterdam     | 22 september 1935    | NR 1935-1953              |
| 80 m horden  | 11,0 s    | Amsterdam     | 20 juni 1948         | WR 1948-1952 NR 1948-1963 |
| verspringen  | 6,25 m    | Leiden        | 19 september 1943    | WR 1943-1954 NR 1943-1960 |
| hoogspringen | 1,71 m    | Amsterdam     | 30 mei 1943          | WR 1943-1951 NR 1943-1966 |
| vijfkamp     | 4692 p    | Amsterdam     | 15/16 september 1951 | WR 1951-1953 NR 1951-1968 |

### Nederlandse records[6]
| Onderdeel                    | Prestatie | Datum                | Plaats     |
| ---------------------------- | --------- | -------------------- | ---------- |
| 800 m                        | 2.29,0    | 22 september 1935    | Amsterdam  |
| 4 x 100 m club team          | 51,0 s    | 14 juni 1936         | Rijswijk   |
| 10 x 100 m club team         | 2.12,6    | 14 juni 1936         | Rijswijk   |
| 4 x 100 m club team          | 50,3 s    | 27 juni 1936         | Amsterdam  |
| Relay Race (200-100-80-60 m) | 59,2 s    | 12 juli 1936         | Haarlem    |
| 4 x 100 m nat. team          | 48,4 s    | 8 augustus 1936      | Berlijn    |
| 4 x 100 m club team          | 50,1 s    | 6 september 1936     | Amsterdam  |
| 80 m                         | 10,0 s    | 29 augustus 1937     | Doetinchem |
| 100 yd                       | 11,2 s    | 29 augustus 1937     | Doetinchem |
| vijfkamp                     | 335 p     | 12 september 1937    | Rotterdam  |
| 100 yd                       | 11,0 s    | 19 juni 1938         | Amsterdam  |
| 60 m                         | 7,5 s     | 31 juli 1938         | Amsterdam  |
| verspringen                  | 5,80 m    | 3 juni 1939          | Mitcham    |
|                              | 5,97 m    | 30 juli 1939         | Berlijn    |
| 100 m                        | 11,9 s    | 20 augustus 1939     | Amsterdam  |
|                              | 11,7 s    | 26 juli 1942         | Eindhoven  |
| verspringen                  | 6,00 m    | 26 juli 1942         | Eindhoven  |
| 80 m horden                  | 11,7 s    | 13 september 1942    | Leiden     |
|                              | 11,3 s    | 20 september 1942    | Amsterdam  |
| hoogspringen                 | 1,71 m    | 30 mei 1943          | Amsterdam  |
| 200 m                        | 24,5 s    | 27 juni 1943         | Rotterdam  |
| verspringen                  | 6,08 m    | 4 juli 1943          | Amsterdam  |
| vijfkamp                     | 339 p     | 28/29 augustus 1943  | Amsterdam  |
| verspringen                  | 6,25 m    | 19 september 1943    | Leiden     |
| 100 yd                       | 10,8 s    | 18 mei 1944          | Amsterdam  |
| 4 x 110 yd nat team          | 48,8 s    | 18 mei 1944          | Amsterdam  |
| 4 x 200 m nat team           | 1.41,0    | 27 augustus 1944     | Hilversum  |
| 4 x 100 m nat. team          | 47,8 s    | 25 augustus 1946     | Oslo       |
| 200 m                        | 24,2 s    | 25 april 1948        | Lyon       |
| 100 m *                      | 11,5 s    | 13 juni 1948         | Amsterdam  |
| 4 x 100 m nat. team          | 47,7 s    | 13 juni 1948         | Amsterdam  |
| 80 m horden                  | 11,0 s    | 20 juni 1948         | Amsterdam  |
| 4 x 100 m nat. team          | 47,5 s    | 25 juli 1948         | Rijswijk   |
|                              | 47,4 s    | 25 juli 1948         | Rijswijk   |
| 4 x 110 yd nat team          | 47,4 s    | 25 juli 1948         | Rijswijk   |
| 100 yd                       | 10,8 s    | 27 augustus 1948     | Dublin     |
| 4 x 200 m club team          | 1.46,6    | 4 juni 1950          | Amsterdam  |
| 200 m                        | 24,1 s    | 22 juli 1950         | Rotterdam  |
| 4 x 100 m club team          | 48,2 s    | 6 augustus 1950      | Amsterdam  |
| 200 m                        | 24,0 s    | 27 augustus 1950     | Brussel    |
| 4 x 100 m nat. team          | 47,4 s    | 27 augustus 1950     | Brussel    |
| vijfkamp                     | 4692 p    | 15/16 september 1951 | Amsterdam  |
| 10 x 100 m club team         | 2.04,1    | 1 juli 1952          | Amsterdam  |
| 100 yd                       | 10,6 s    | 5 juli 1952          | Den Haag   |
| 200 m *                      | 23,9 s    | 23 september 1952    | Antwerpen  |
| 4 x 200 m club team          | 1.41,2    | 26 juli 1953         | Amsterdam  |

* Jarenlang hebben de tijden van 11,4 s en 23,7 s, door Blankers-Koen gelopen tijdens de NK van 1952 in Rotterdam, als nationale records te boek gestaan. In 1959 besloot de recordcommissie van de KNAU echter om alle records vanaf 1951, die gelopen waren op de Nenijtobaan in Rotterdam, te annuleren. De baan bleek namelijk, onder invloed van de naastgelegen spoorbaan, in de loop van de jaren vijftig te veel te zijn verzakt, waardoor deze moest worden afgekeurd.

## Onderscheidingen en eerbetoon
- Sauer-beker - 1937, 1940, 1943
- Ridder in de Orde van Oranje-Nassau - 1949
- Erepenning van het NOC - 1949
- Erelid van de KNAU - 1949
- Sinds 1981 worden in Hengelo de Fanny Blankers-Koen Games gehouden, de grootste internationale atletiekwedstrijd van Nederland. Ook het atletiekstadion van deze wedstrijden is naar haar genoemd: het Fanny Blankers-Koen Stadion.
- In 1999 werd Blankers-Koen gekozen tot internationaal atlete van de 20e eeuw door de internationale atletiekfederatie, de IAAF.
- IAAF Hall of Fame - 2012

## Levensloop na actieve sportcarrière

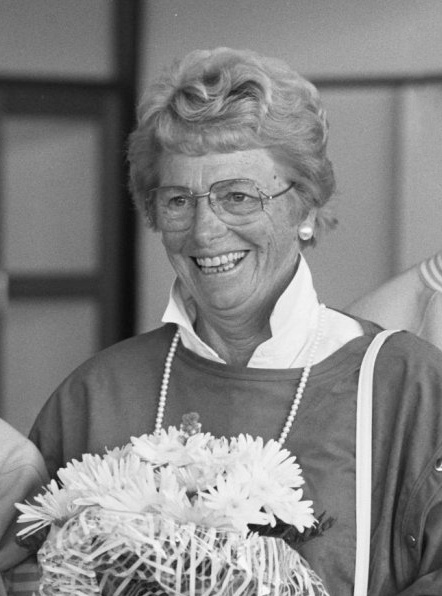
Fanny Blankers-Koen in 1988

Na haar actieve carrière was Blankers-Koen actief als chef d'équipe (ploegleidster in haar eigen woorden) van de olympische ploeg in Rome 1960, Tokio 1964 en Mexico 1968. Zij leidde de damesploegen en Jo Moerman de herenploegen.
De laatste periode van haar leven verbleef Blankers-Koen in een verpleegtehuis in Hoofddorp. Daar overleed ze op 85-jarige leeftijd.

## Fanny Blankers-Koen Trofee
Op 9 december 2005 kregen de eerste uitverkorenen de naar Blankers-Koen vernoemde Fanny Blankers-Koen Trofee uitgereikt uit handen van de voorzitter van NOC*NSF Erica Terpstra in de Oval Lingotto te Turijn.
Vijf voormalige Nederlandse topsporters, van wie er vier in Turijn aanwezig waren, mochten zich officieel winnaar van de FBK Trofee noemen. De ontvangers waren judoka Anton Geesink, kunstrijdster Sjoukje Dijkstra, roeier Nico Rienks en schaatser Ard Schenk. Ook voetballer Johan Cruijff won een FBK Trofee. Hij was echter niet aanwezig in Turijn. Hij had diezelfde dag een rol in de loting van het wereldkampioenschap voetbal 2006 in Leipzig.

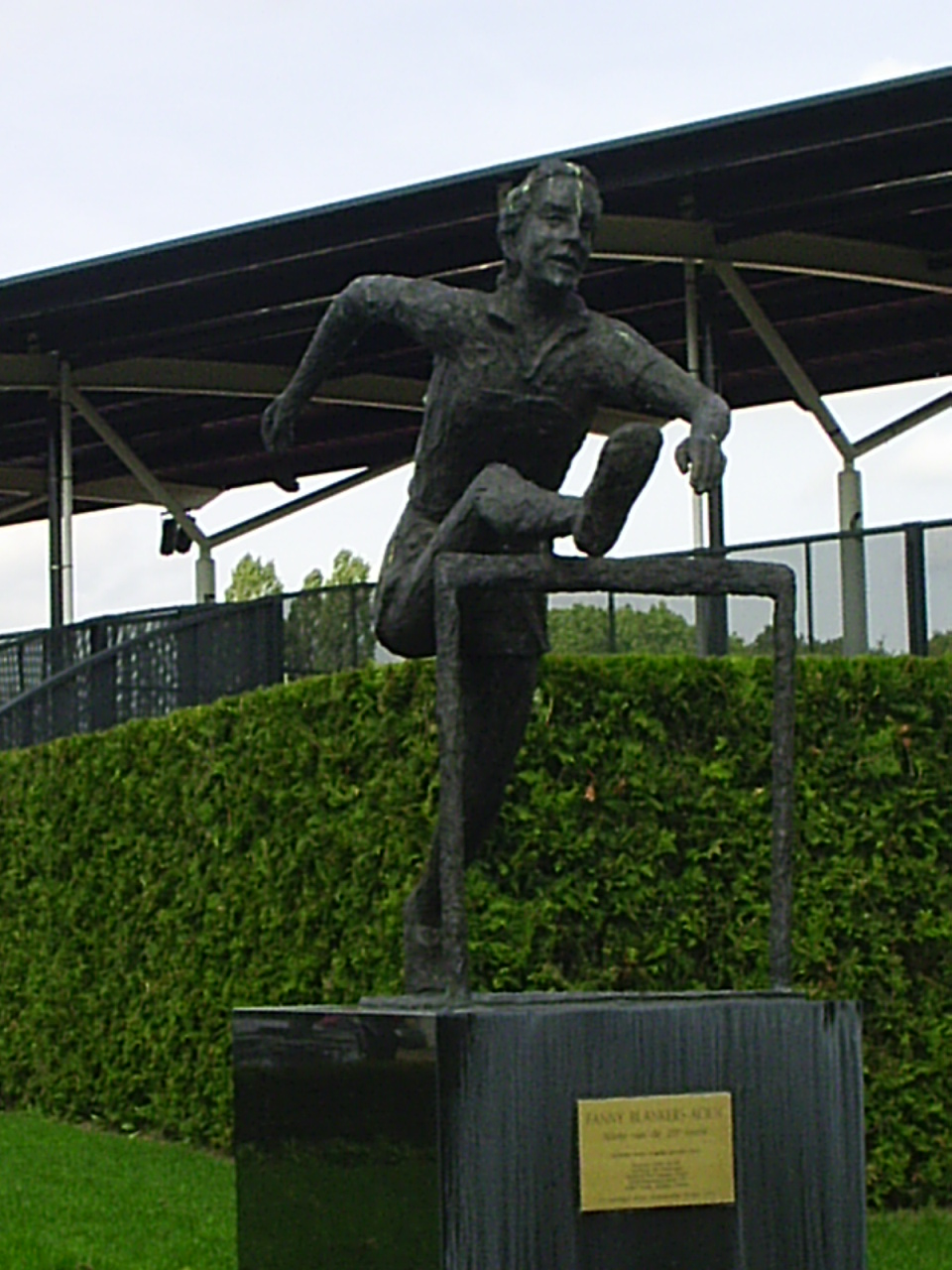
Standbeeld in Hengelo.

## Trivia
- Het standbeeld van Fanny Blankers-Koen in Rotterdam werd geplaatst in 1954 en vervaardigd door Han Rehm.
- In 2004 eindigde ze op nr. 29 tijdens de verkiezing van de Grootste Nederlander
- Het standbeeld van Fanny Blankers-Koen in Hengelo werd geplaatst op 9 mei 2007 en vervaardigd door Antoinette Ruiter.
- In Amsterdam is een brandweerkazerne naar haar vernoemd: de Fanny Blankers-Koenkazerne
- In Hoofddorp waar ze woonde heet een sporthal de 'Fanny Blankers-Koen hal'
- In Amsterdam is rondom het sportpark op het Olympiaplein een hekwerk (2007) geplaatst met de tekst: "Hier trainde Fanny Blankers-Koen".
- Haar persoonlijke record op de 100 m van 11,5 bleef 62 jaar lang het clubrecord van Phanos (oorspronkelijk Sagitta) uit Amsterdam; pas in mei 2010 werd de tijd door Jamile Samuel uit de boeken gelopen.
- In 2009 kende het Nederlands Filmfonds een subsidie voor scenario-ontwikkeling aan IDTV voor een film over het leven van Blankers-Koen. Het scenario wordt geschreven door Heleen Suèr. Beoogd regisseur is Dana Nechushtan[7]
- In Almere is een sportpark naar haar vernoemd: Fanny Blankers Koen-sportpark (ook wel afgekort tot FBK-sportpark).

1928: Betty Robinson ·
1932: Stanisława Walasiewicz ·
1936: Helen Stephens ·
1948: Fanny Blankers-Koen ·
1952: Marjorie Jackson ·
1956: Betty Cuthbert ·
1960: Wilma Rudolph ·
1964: Wyomia Tyus ·
1968: Wyomia Tyus ·
1972: Renate Stecher ·
1976: Annegret Richter ·
1980: Ljoedmila Kondratjeva ·
1984: Evelyn Ashford ·
1988: Florence Griffith-Joyner ·
1992: Gail Devers ·
1996: Gail Devers ·
2000: onbepaald ·
2004: Joelija Nestsjarenka ·
2008: Shelly-Ann Fraser-Pryce ·
2012: Shelly-Ann Fraser-Pryce ·
2016: Elaine Thompson ·
2020: Elaine Thompson-Herah ·
2024: Julien Alfred
1948: Fanny Blankers-Koen ·
1952: Marjorie Jackson ·
1956: Betty Cuthbert ·
1960: Wilma Rudolph ·
1964: Edith McGuire ·
1968: Irena Szewińska ·
1972: Renate Stecher ·
1976: Bärbel Eckert ·
1980: Bärbel Wöckel ·
1984: Valerie Brisco-Hooks ·
1988: Florence Griffith-Joyner ·
1992: Gwen Torrence ·
1996: Marie-José Pérec ·
2000: Pauline Davis-Thompson ·
2004: Veronica Campbell ·
2008: Veronica Campbell ·
2012: Allyson Felix ·
2016: Elaine Thompson ·
2020: Elaine Thompson ·
2024: Gabrielle Thomas
1932: Babe Didrikson ·
1936: Ondina Valla ·
1948: Fanny Blankers-Koen ·
1952: Shirley Strickland-de la Hunty ·
1956: Shirley Strickland-de la Hunty ·
1960: Irina Press ·
1964: Karin Balzer ·
1968: Maureen Caird
1928: Rosenfeld, Smith, Bell, Cook ·
1932: Carew, Furtsch, Rogers, Von Bremen ·
1936: Bland, Rogers, Robinson, Stephens ·
1948: Stad-de Jong, Witziers-Timmer, van der Kade-Koudijs, Blankers-Koen ·
1952: Faggs, Jones, Moreau, Hardy ·
1956: Strickland, Croker, Mellor, Cuthbert ·
1960: Hudson, Williams, Jones, Rudolph ·
1964: Ciepły, Kirszenstein, Górecka, Kłobukowska ·
1968: Ferrell, Bailes, Netter, Tyus ·
1972: Krause, Mickler-Becker, Richter, Rosendahl ·
1976: Oelsner, Stecher, Bodendorf, Eckert ·
1980: Müller, Wöckel, Auerswald, Göhr ·
1984: Brown, Bolden, Cheeseborough, Ashford ·
1988: Brown, Echols, Griffith-Joyner, Ashford ·
1992: Ashford, Jones, Guidry, Torrence ·
1996: Devers, Miller, Gaines, Torrence ·
2000: Fynes, Sturrup, Davis, Ferguson ·
2004: Lawrence, Simpson, Bailey, Campbell ·
2008: Borlée, Mariën, Ouédraogo, Gevaert ·
2012: Madison, Felix, Knight, Jeter ·
2016: Madison, Felix, Gardner, Bowie ·
2020: Williams, Thompson-Herah, Fraser-Pryce, Jackson ·
2024: Jefferson, Terry, Thomas, Richardson
- Biografisch Portaal: 34633653
- Gemeinsame Normdatei: 128723319
- World Athletics: 14556174
- International Standard Name Identifier: 0000 0000 7870 8261
- Library of Congress Control Number: n2003116653
- Nederlandse Thesaurus van Auteursnamen: 119790815
- Virtual International Authority File: 38758584
- WorldCat: E39PBJj8VRrgtyhtXmvcYBTCQq